# East Williamsburg
East Williamsburg – dzielnica (neighborhood) w północnej części Brooklynu, w Nowym Jorku. Graniczy od zachodu z dzielnicą Greenpoint, od południa i południowego wschodu z Bushwick oraz od wschodu z dzielnicami Maspeth i Ridgewood należącymi do Queens.